# Jasper van 't Hof
Jasper van 't Hof (Enschede, 30 juni 1947) is een Nederlands jazzpianist en toetsenist.
Van 't Hof werd geboren als zoon van een jazztrompettist en een klassiek geschoolde zangeres. Hij begon met pianolessen toen hij vijf jaar oud was. Van 't Hof speelde op school in jazzgroepen, schreef zijn eerste composities toen hij 14 was, en toen hij 19 was speelde hij met drummer Pierre Courbois op jazzfestivals. In 1969 werd hij lid van Courbois' Europese jazzrockgroep Association P.C., met de Duitse gitarist Toto Blanke (gitaar) en basgitaristen Sigi Busch of Peter Krijnen. In het project Piano Conclave speelde hij met George Gruntz, Joachim Kühn, Wolfgang Dauner en Keith Jarrett.
In 1974 richtte Van 't Hof de groep Pork Pie op, met Philip Catherine (gitaar), Charlie Mariano (saxofoon), Aldo Romano (drums), en Jean-François Jenny Clark (contrabas). Andere bands waar Van 't Hof aan bijdroeg volgden al snel, waaronder Eyeball (met saxofonist Bob Malach en violist Zbigniew Seifert), en zijn band Face To Face (met de Deense bassist Bo Stief en saxofonist Ernie Watts). In 1984 richtte hij de groep Pili Pili op (met onder anderen de Beninse zangeres Angélique Kidjo, en de Nederlandse trompettist Eric Vloeimans) waarin hij Europese jazz combineert met Afrikaanse muziek.
Van 't Hof is een van de meest actieve jazzmuzikanten in Europa. Hij heeft meer dan 70 albums opgenomen. Tijdens zijn carrière was hij toetsenist bij Archie Shepp en vele anderen, hoewel hij het meest bekend is geworden door zijn uitmuntende solospel. In 1997 kreeg hij de Bird Award, in 2018 de Boy Edgar Award.

## Discografie (selectie)
- 1971 Sun Rotation – Association P.C.
- 1976 The Door Is Open – Pork Pie
- 1977 Scales - met Manfred Schoof, later opgenomen in Resonance
- 1978 Light lines - met Manfred Schoof, later opgenomen in Resonance
- 1982 Mama rose - Archie Shepp/Jasper van't Hof, live SWF Jazz Concert Villengen/Black Forest, Germany
- 1984 Pili Pili
- 1985 Labyrinth - met Cesar Zuiderwijk
- 1987 Jakko – Pili Pili
- 1989 Be In Two Minds – Pili Pili
- 1990 Hotel Babo – Pili Pili
- 1992 Stolen Moments – Pili Pili
- 2001 Brutto Tempo – Jasper van't Hof, Charlie Mariano, Steve Swallow
- 2003 Axioma - piano solo
- 2005 Neverneverland – Hotlips
- 2016 No hard shoulder